# 琴音華
琴音 華（ことね はな、2000年8月17日 - ）は、日本の元AV女優。秋田県出身。ティーパワーズに所属していた。

## 経歴
2021年3月1日にMOODYZ専属女優としてAVデビュー。きっかけは親孝行したかったため。母親から許可をもらってデビューした。母には撮影の写真や、パッケージ写真、インタビュー内容などをその度に送っている。
2021年12月『週プレアダルトアワード2021』優秀新人賞を受賞。光文社『FLASH』発表の2021年セクシー女優ランキング第22位。
2023年1月、MOODYZの専属から離れ、企画単体女優になったことを発表。
2024年3月1日、同月31日をもってAV女優引退を発表。5月31日付で所属していたティーパワーズを退所した。引退は台湾でも報道された。
2024年8月19日週FANZA動画フロアランキングにて、2023年発売『タダマンFile19 はな24歳 都合のよいセフレに精飲と中出しまくった記録』が8位に上昇した。
2025年1月発売『ピストン止めないでってばぁ! No.1デカチンAV男優と追撃エンドレス中出しFUCK!! ヘルメット美少女琴音華 危険日にAV引退撮影! 最後に華ちゃんを絶対に孕ませる!』（MOODYZ）発売をもって現役引退。発売日に各種SNSを削除した。引退作ではジャージにヘルメット姿というデビュー作をオマージュしたジャケットになった。AVライターの東風克智は最終作を「6時間完全燃焼」と評し、「（作品中）『AV辞めたらヤリまくる』と宣言しており、そういう相手がいるのかな～と思いました」と幸せの余韻を感じさせるラストタイトルであったことを論じている。

## 人物
初体験は18歳で、初めての彼氏である高校の部活の2個下の後輩と。処女と童貞だった。
緊張しやすいタイプで、プレッシャーで体調を崩したことがある。
芸名はNHK朝ドラ出演女優とその役名。加えて花が好きであることから。ただし自身の演技力は初のドラマ作品を撮り終えた際、「ちょっと棒読み」と評価している。2021年6月時点の抱負は「いただいた仕事を全力でやっていきたい」。
2021年7月に発表されたFANZA上半期アダルト動画売り上げランキングで2位を記録。
放送作家の瓶底めがねは「純朴な見た目に反して中身はドスケベ」。AVライターのさおりは「実は170センチの高身長。脱ぐとものすごいスレンダー美ボディ」と批評している。
顔射されるのが大好きでデビュー前から彼氏と行っていた。顔射後の自分の顔は相手の男性に自分のスマートフォンで撮影してもらってコレクションしている。

## 作品

### アダルトDVD / BD

#### MOODYZ専属期間
- 新人AVデビュー琴音華20歳田舎育ちのまだ未完成美少女（3月1日、MIDE-887(DVD)、9MIDE-887(BD)）[15]
- 発育途中のまだ未完成美少女子宮がビクビク痙攣巨根めちゃイキ4本番（4月1日、MIDE-901）
- え? 今? ここで!? 声の出せない状況で誰にもバレないようにイっても止めない追撃ピストンSEX（5月1日、MIDE-916）
- 田舎育ちのピンク乳首の美乳美少女がドキドキ初挑戦ご奉仕ソープランド（6月1日、MIDE-929）
- 巨根生徒の誘いに負けてしまった新任女教師（7月1日、MIDE-944）
- 一カ月禁欲明け24時間デカチンFUCK 潮吹き放心アクメ無限オーガズム（8月1日、MIDE-956）
- 初体験ドキュメント! 童貞クンがイッてるのに筆下ろし続けちゃったワタシ（9月7日、MIDE-966）
- 「叔父さんってセックス興味あるの?」 異常に性欲が強い姪の誘いに我慢できず3日3晩の暴走激ピストン潮吹きアクメ（10月5日、MIDE-977(DVD)、9MIDE-977(BD)）
- 地味だけど実は肉食な幼なじみと5日間の食べられ同棲生活（11月3日、MIDE-992）
- 無口でムッツリな幼馴染がムラムラ誘惑パンチラで全力アピール チラ見する僕のモッコリ勃起デカチンを見て興奮ハァハァ濡れ染みびっちょり!（12月7日、MIDV-013(DVD)、9MIDV-013(BD)）

- 出張先の温泉接待でムリやり相部屋濃厚オヤジ達に朝までイカされ続けた私（1月4日、MIDV-027）
- チクビをイジりっぱなしで男を早漏化させる連射性交（2月1日、MIDV-044）
- 輪姦されイキまくってしまった過敏な女教師（3月1日、MIDV-061）
- すっごい量の一撃顔射に追撃顔射 琴音華（4月5日、MIDV-081）
- 「先生チューだけなら浮気じゃないよ…」 小悪魔ベロキスに我慢できずヨダレ溺れ放課後ベチョ濡れ交尾 琴音華（5月3日、MIDV-102）
- 両親が不在の間に性欲モンスター化した妹。勝手にイクイク淫語を囁きデカ尻杭打ち騎乗位で犯された兄の僕。 琴音華（6月7日、MIDV-124）
- 出張先で相部屋になった死ぬほど大嫌いな上司のチ●ポがドストライクすぎて… 出張後もおかわりSEXで貪り合った…（7月5日、MIDV-145）
- チ●ポ愛がめっちゃ強い朝ドラ系女優 たっぷり中出し解禁 琴音華（8月2日、MIDV-167）
- 田舎育ちの清廉美少女 琴音華 初めてのMOODYZベスト12時間（8月2日、MIZD-289）※単体ベスト
- 行列ができる中出し肉便器 精子逆流追撃プレス 琴音華（9月6日、MIDV-189）
- 憧れの先輩が犯されてボロボロで助けを求めてきたので… 欲情して追姦中出ししてしまったオレ。 琴音華（10月4日、MIDV-210）

#### 企画単体女優期間
- 一ヶ月監禁 禁欲オーガズム ポルチオを肥大化開発されて孕ませ中出しオークションに売られた女子大生 琴音華（11月15日、HMN-286、本中）

- マジックミラー号 ハードボイルド 賀正新年 正月ボケ娘狙い撃ち 負けたら待ったなしの即ハメ! 中出し野球拳勝負! 賢いけど金欠で就活ストレスまみれJDの適度に使い込んだ愛液トロマン! ヨヨイのヨイ～♪（2月9日、SVMGM-004、サディスティックヴィレッジ）
- 小悪魔挑発美少女 琴音華（2月21日、MMUS-072、MARRION）
- 脅える少女達の小便・放尿・全漏らしW失禁レ×プ 盗撮、便所強襲、潮吹き、校内調教、完堕ち中出し… 琴音華 都崎あやめ（2月21日、MUKD-480、無垢）
- 「えっ!? コレが実習?」 エステ専門学校に入学したら男はボク1人! 実習はタオル1枚の女子の体を触りまくり! ボクの股間は触られまくりでフル勃起 3（2月28日、HUNTB-477、Hunter）
- 暇すぎるド田舎の清純美少女が溜まりまくった絶倫性欲を爆発させて没頭する汗だくレズ性交 琴音華 橘ひなの（3月14日、BBAN-407、ビビアン）
- おじマラ大好き清純ナース華ちゃんのハメ過ぎ! イキ過ぎ! 愛情いっぱい中出し献身看護 琴音華（3月21日、MVSD-538、エムズビデオグループ）
- 女子○生 完堕ち集団痴漢電車 琴音華（3月24日、T28-639、TMA）
- 街でナンパした初対面の巨乳人妻と奥手男子がパンティ素股体験! 2  奥さんの恥じらいパンチラを見てフル勃起したチ●ポでパンツ越しに擦り合った2人は生ハメ中出ししてしまうのかっ!?（4月18日、HJMO-605、はじめ企画）
- 就職活動中の女子大生の皆さん! 「早漏に悩む童貞君の暴発改善のお手伝いしてくれませんか?」 就活に励む真面目でカワイイJDが早漏すぎる童貞君にムラムラ膣キュンしちゃって生中出し筆おろしSPECIAL!（4月28日、SKMJ-381、赤面女子）
- 鉄フック マ○コ引き裂き失禁拷問 生意気ドM女子○生 Gスポット痙攣絶頂漬け 琴音華（5月2日、WAAA-262、ワンズファクトリー）
- 鍼灸院すどう盗撮り下ろし 9  安産型シリを突き出し巨根ズッポシ わがままボディ超美巨乳の女じゃ 油も弾く若いハダたまらんのぅ 童顔細身で手脚の長い敏感美人!（5月11日、FP-041、プラム）
- オヤジのハメ撮りドキュメント ねっとり濃厚に貪り尽くす体液ドロドロ汗だく性交 琴音華（6月6日、JUFE-474、Fitch）
- すれてない 訪問ヘルパー はな21さい（6月8日、SLN-007、プラム）
- 完全顔出しガチナンパ! とっても優しい天使みたいなナースさんに包茎インポ童貞3重苦男子のオナニーの介抱してもらいました!! かわいすぎる裸体にズル剥けフル勃起したち●ぽを白衣の奥にズブリ! 金玉空になるまで何度も中に出しました! 奇跡の清楚ナース編（6月23日 SKMJ-401、赤面女子）
- 禁断介護 琴音華（7月18日、GVH-561、グローリークエスト）
- 僕のことが好きすぎて家に押しかけてきた教え子J系 ミニスカから覗くかわいい尻に我慢できず禁断の生中出し! 琴音華（9月5日、KHIP-015、かぐや姫Pt/妄想族）
- こう見えてムッツリスケベなオレの妹、下心まる出し男子たちの欲望を断り切れず受け入れてしまう従順系ビッチなんです。 琴音華（9月12日、KTRA-561、K-Tribe）
- タダマンFile19 はな24歳 都合のよいセフレに精飲と中出しまくった記録（9月12日、JMTY-067、ティーチャー/妄想族）
- 素人娘の全裸図鑑 32 今時の女の子12名が恥らいながら脱衣していく様子をじっくり撮影した、変態紳士のためのヘアヌードコレクション（9月19日、KAGP-290、かぐや姫Pt/妄想族）
- おま●この形状まるわかり! 薄いパンツの上からマン汁ぬるぬる透けオナニー 10（10月10日、KAGP-291、かぐや姫Pt/妄想族）
- カセイフ・スレイブ 富裕層向け、奴隷代行サービス 琴音華（10月17日、OMHD-032、ドグマ）
- 仕事中、新郎に対して無自覚なエロスを振りまき、新婦を嫉妬させるブライダル企業で働く清楚系パイパンビッチに中出し! 琴音華（10月24日、KTRA-577、K-Tribe）
- ノーハンドフェラは奴隷の証! 9 手を使わずにフェラチオする11人の素人娘（10月24日、KAGP-292、かぐや姫Pt/妄想族）
- どこでもおしっこ! 素人娘の大放尿33人 スロー再生でじっくり鑑賞できるマニア向け映像 8（11月21日、KAGP-294、かぐや姫Pt/妄想族）
- ブル尻耽美 思わず勃起してしまうブルマ美少女のエロ尻映像 琴音華（11月23日、FGAN-098、フェチ眼）
- 「いらっしゃいませお客様、スマイルカフェです」 接客中は何をされても常に笑顔の、顧客満足度最高水準のカフェ店員に密着（11月23日、SGKI-003、SHIGEKI）
- オジサンの事を見下している生意気な塩対応P活少女達を理解らせWレ×プ デカチン制裁された二人組×2（12月22日、SKMJ-460、赤面女子）

- キスから始まる禁断の恋 就職活動で上京してきた従姉妹と四六時中キスをして中出しSEXをしまくった1ヶ月間の記録 琴音華（1月2日、DVMM-050、DEEP'S）
- 予約半年待ちリピ率100% 某メンズエステ店 密室 × 密着 イキ過ぎた禁断サービス 18（1月5日、DOCD-003、DOC）
- 「社長の業務管理のために徹底マネジメントいたします」 進化する秘書の平然ツン顔（1月25日、SGKI-008、SHIGEKI）
- 通学中の田舎J〇に強制ビッグバンローター! 何度絶頂しても止まらない激震波動にガニ股痙攣失禁! 失禁汁アクメバスは今日も通常運行してるけど?（1月25日、SVDVD-946、サディスティックヴィレッジ）
- パンティの上からこねくり回してイキまくる 勃起クリトリスオナニー（1月25日、FGAN-103、フェチ眼）
- フホウ侵入 コンスイ霊プ 意識モ記憶モ無ク中出シサレタ美少女タチ（1月26日、HRSM-028、ハラスメント）
- オナサポ!! 女子○生 着衣で全裸で挑発的ダンス 5（2月6日、KAGP-303、かぐや姫Pt/妄想族）
- 教師である私に「好きです。Hしたい」と言った地味な教え子に服従・献身SEX（2月20日、KSJK-021、ドグマ）
- 顔出し解禁!! マジックミラー便 Fカップ以上!! ピッタピタのニット巨乳女子大生編 8人全員SEXスペシャル!! 街で男の目を釘付けにするパイスラ女子の着衣巨乳を揉んで揺らして鷲掴み! 初めてのパイズリ挟射! おっぱい激揺れSEX!（2月20日、DVMM-065、DEEP'S）
- 【個撮】どこでもフェラ 14 11人（2月20日、KAGN-016、かぐや姫Pt/妄想族）
- くぱぁま〇ことヒクつくアナルでアナタを勃起させる挑発見せつけオナニー 2（2月22日、FGAN-107、フェチ眼）
- 業務中のOL達が突如現れる‘顔面’に遠慮なくマ●コを押し付けられる職場 （株）OFFICE クンニながら（3月20日、SDDE-715、SODクリエイト）
- 残業中、2人きりの社内で憧れのとにかく明るいピタパンデカ尻女先輩に無自覚挑発され新卒妄想勃起がおさまらずセクハラがむしゃらピストンでイカせまくって膣中出しした。（4月2日、LULU-289、LUNATICS）[18]
- 陽キャだけど（金欠な）女子大生とヤリ放題! 学生街にある実家をリノベして女性限定のシェアハウスのオーナーになったボクは家賃の滞納を許す代わりに無制限中出しSEXをマンキツ 倉本すみれ 桜木美音 琴音華 田中ねね 愛宝すず（5月9日、SDAM-115、SODクリエイト）
- 「笑いのためなら女であることを忘れます」 どんなにイカされても笑いを取り続ける女芸人（5月9日、SGKI-016、SHIGEKI）
- 居酒屋の個室で寝落ちする泥●美女に介抱するフリしてこっそりナマ挿入しまくった絶倫アルバイトのボク（5月23日、SDAM-116、SODクリエイト）
- 顔だけで抜ける僕らの色白オナペットちゃんと、仲良しワイワイ何回射精できるかゲームを開催!（6月4日、COGM-073、こぐま/妄想族）
- アナルのシワの数までハッキリわかる! ノーモザイク連続絶頂アナル見せオナニー 26（6月20日、IENF-347、アイエナジー）
- 尻コキマジックミラー号 Tバック尻にチ○ポ爆ズリ! バックで無断でヌルっとナマ挿入!! 突然の激ピストンで感じすぎて中出しも許しちゃう巨尻女子大生（7月11日、NHDTB-939、ナチュラルハイ）
- SNS監視追跡 自撮り女子の上げた写真から自宅を特定し押し入り種付け（7月25日、NHDTB-948、ナチュラルハイ）
- 悪徳エステマッサージでしびれ薬入りのお茶を飲まされ抵抗できず身体を弄ばれS字硬直イキする高学歴JD (女子大生)（7月25日、SVCAO-007、サディスティックヴィレッジ）
- 超有名大学に通うマジメな女子大生がとっても恥ずかしい焦らし素股体験! パンティ越しにデカチンずぷっと3cm挿入!（9月26日、IENF-325、アイエナジー）
- ナチュラルハイ25周年記念作品 生中集団9 増量SP + シリーズ厳選11人総集編付き2枚組（9月26日、NHDTB-964、ナチュラルハイ）
- 脱出・おひとりさまクリスマス!恋愛ナマ大乱交リアリティーショー 無制限射精中出しパーティー!! 末広純 弥生みづき 流川莉央 琴音華 美園和花（12月24日、HMN-570、本中）

- ピストン止めないでってばぁ! No.1デカチンAV男優と追撃エンドレス中出しFUCK!! ヘルメット美少女琴音華 危険日にAV引退撮影! 最後に華ちゃんを絶対に孕ませる!（1月21日、MIAB-354、MOODYZ）[14]

### アダルトVR
- 琴音華VRデビュー 20歳の未完成美少女をひとり占めSPECIAL 激ピストンSEX (×2回) で初めてなのにビクビクイキまくっちゃいました!!（8月4日、MDVR-170、MOODYZ）

- 【タッチ禁止! 本番NG】 真面目で大人しそうなのに【媚薬ガンギマリで早漏マ○コ覚醒! どスケベ豹変!】 子宮口の奥深くに中出しオネダリする淫乱エステ嬢に【口内射精・中出し2発射】キメパコSEX 琴音華（2月6日、KIWVR-465、こあらVR）
- 「車内でのHって興奮するね」 旅行の帰り道でムラムラ全開! 敏感な桃色マ○コと美乳首を弄び汗だくになりながら無我夢中でヤリまくり 【潮吹き・絶頂アクメ!】 狂ったようにイカせまくって【口内射精・顔射・中出し4発射】灼熱汗だくカーセックス 琴音華（2月23日、KIWVR-472、こあらVR）
- 【脚フェチルーズソックス特化VR】 14人完全撮りおろし（2月28日、KIOVR-009、こあらVR）
- 逆NTR 僕を誘惑して裏切り中出しさせてくる彼女の妹 華ちゃん ～彼女の妹は姉の物をなんでも欲しがる小悪魔だった件～（3月10日、URVRSP-218、unfinished）
- すごいカラダに…完敗。義姉のノーブラ誘惑に負け、カラダの相性バツグンな濃密SEXに明け暮れた。琴音華（10月22日、VRKM-1158、KMPVR）
- この「性欲旺盛」な娘を「ご自由」にお使いください。～「躾された」混じり気のない「上下マ○コ」に朝まで「連続射精」～ 琴音華（11月6日、SPIVR-062、SPICY VR）
- アイドル透けコスで絶対にイカせてくれるピンサロリフレ神接客! 裏オプもあるよ 琴音華（12月1日、WAVR-301、ワンズファクトリー）

- 洗脳病棟24時8KVR 院内の看護師・患者・女医を支配征服中（6月10日、DSVR-1533、SODクリエイト）
- 超敏感BODY! 禁欲発散オーガズム痙攣絶頂VR ハードピストン2SEXでマン汁ダクダクイキまくり… 8K史上最多エクスタシー!! 琴音華（7月5日、RSRVR-036、レゾレボVR）

### アダルト配信
- Hちゃん（1月9日、SMUL-006、素人ムクムク-礼ぷ-）
- あやめとはな（1月16日、SMUL-007、素人ムクムク-W-）
- ゆうこちゃん（2月21日、NFLX-015、ねっとりフリックス）
- はなちゃん（3月1日、ERK-035、素人ホイホイ）
- はな（3月27日、GLP-045、ギャルpay）
- HANA（4月20日、ORECO-288、俺の素人-Z-）
- れいな（4月21日、CLT-038、Cullet)
- はなさん（6月16日、ORECO-344、俺の素人-Z-）
- 琴（7月18日、HOI-260、素人ホイホイZ）
- H.K（7月25日、HHL-063、素人ホイホイLOVER）
- りか & はな（10月19日、ORECO-501、俺の素人-Z-）
- はなさん（11月11日、SDS-036、鍼灸院スドウ）
- オナホKちゃん（11月11日、OREMO-064、俺の素人-Z-）
- 避妊なし!! 吹奏楽部で成績もよい優等生J●がチャラい先輩彼氏と本能のままに交わる青春カップルハメ撮り まみ（11月27日、FCT-079、黒船）
- 【こっちゃん(18)・超敏感なもっちり美体J♪♪つるぺたま●こで全力絶頂! デカ尻ぶるぶる猛ピス子作り♪ザーメンいっぱい3射精!】《J♪彼女とおじさん彼氏のえちらぶ記録》（12月14日、SIMM-865、しろうとまんまん）
- 清楚ママさん 2（12月15日、SHINKI-173、蜃気楼）
- 【がっつりイラマ&潮吹き】彼氏に内緒でレンタル彼女!? 許せん不埒娘を連れ込みスパンキング! 尊厳無視で両足持ち上げクンニ! パイパンマ●コを激しく手マンで止まらぬ潮吹き! 馬乗りイラマで喉奥ファック! 首●め騎乗位で下からガン突き！膣奥中出しキメても止まらぬピストン!! 【シカエシちゃん】【レンタル彼女 はな】（12月17日、MAAN-932、街角シロウトナンパ）

- 練馬区・被害者H（1月9日、OREMO-109、俺の素人-Z-）
- 音羽ことね（2月17日、TKK-054、東京恋人）
- エスカレートする過激撮影!! 「イメージ映像って聞いてるんですけど…」→「あっ! イっちゃう!」 騙されたEカップ純朴娘が快楽に顔を歪ませイキまくるコスプレSEX ひなた（3月8日、MLA-170、まんまんランド）
- はなちゃん（4月5日、SHOA-011、少女A）
- 初めの緊張はどこへ? 2年ぶりに訪れたチ○ポという快感にカメラを忘れて絶頂を繰り返す。本気汁ダダ洩れのイキ過ぎセックス! 【初撮り】ネットでAV応募→AV体験撮影 2159 華(はな) 25歳 実家の料亭（5月18日、SIRO-5272、シロウトTV）
- 花子さん（5月24日、HSG-007、女ひとり、一人飲み。）
- 激ピストンに顔を歪めてイキまくり!! E美巨乳&デカ尻の腹ペコ女子(19)を美味しい中華で餌付けした後は… おぢさん精子を種付け中出し!! ちゃこ（6月6日、FCT-108、黒船）
- ひなた（6月8日、MLA-170、まんまんランド）
- 百戦錬磨のナンパ師のヤリ部屋で、連れ込みSEX隠し撮り 349 はな 23歳 ブライダルドレスコーディネーター  感度120%! 「空気入っちゃうからダメ…」と言いながら大好きなバックでイってイってイキまくる!（6月22日、GANA-3040、ナンパTV）
- 【メンエス隠し撮り】イケメン客は逃がさないド痴女セラピスト… 本番NGにビビる客に跨って寸止めプレイで快感漬け! #担当:はな（9月12日、DDH-274、ドキュメントdeハメハメ）

- 【腰振り止まぬまっしろボディ】オホ声でイキまくる色白ちゃん! エロさと清楚さを兼ね備えたハイブリッドマ●コ!【華(22)】（3月9日、DOCS-069、独占ちゃん）
- はなちゃん（4月13日、HMPR-007、ハメプラ!）

### デジタル写真集
- 120ページ全て撮り下ろし! MOODYZ専属女優12名PHOTO BOOK（2021年5月31日、FANZA BEAUTY COLLECTION）※MOODYZ専属女優によるデジタル写真集。FANZA限定配信。
- 【完全オリジナル】琴音華 〜スポーツ好き女子のちょっとHな自宅トレーニング〜 【ヌード写真集】（2025年4月9日、ミドルエッチ出版）
- 【完全オリジナル】琴音華 〜高級ソープランドに1日体験入店しちゃいました〜 【ヌード写真集】（2025年4月26日、ミドルエッチ出版）
- 【完全オリジナル】琴音華 〜新人ラウンジ嬢 お客様と初めての… 〜 【ヌード写真集】（2025年4月28日、ミドルエッチ出版）
- 【完全オリジナル】琴音華 〜新人エステティシャン エッチなマッサージ教育〜 【ヌード写真集】（2025年5月8日、ミドルエッチ出版）

## 出演

### テレビ
- 魚拓と成瀬のツキとスッポンぽん（2021年5月9日[19]・16日、パチ・スロ サイトセブンTV）

### ゲーム
- 戦国愛撫-CHIGIRI-（AV GAMES）- 伊達政宗 役[20]
- 社長と美女たちの二重奏（2024年3月6日[21]、CREAM SOFT）- 中井安乃 役[22]

### 雑誌
- 月刊FANZA 2021年10月号（ジーオーティー）- インタビュー「UAR究極アダルトレビュー 特別インタビュー」